# Kastanjebruine rijstmeelkever
De kastanjebruine rijstmeelkever (Tribolium castaneum) is een kever uit de familie zwartlijven (Tenebrionidae). 
De kever is als ongedierte bekend geworden door besmette oliebollen die een Friese brassband eind 2012 verkocht als actie voor de verenigingskas. De oliebollen waren van een fabrikant gekocht. De kevers kwamen in dit geval af op meel dat ver over de houdbaarheidsdatum was. Kastanjebruine rijstmeelkevers leven in Nederland alleen op verwarmde, vochtige plaatsen.

## Uiterlijk
De kastanjebruine rijstmeelkever is 0,3 tot 0,4 centimeter groot en heeft een kastanjebruine kleur. De dekschilden zijn fijn gestreept. De larven van de kastanjebruine rijstmeelkever zijn 0,8 cm lang en geelbruin van kleur.

## Vergelijkbare soorten
De kleine meeltor (Tribolium confusum) en de grote rijstmeelkever (Tribolium destructor) lijken veel op de kastanjebruine rijstmeelkever. De kleine meeltor is even lang en heeft ook een roodbruine kleur. Ze verschillen vooral in de vorm van hun antennes. De antenne van de kleine meeltor wordt geleidelijk groter en heeft vier knotsvormige verdikkingen, terwijl de kastanjebruine rijstmeelkever er maar drie heeft, die niet geleidelijk groter worden. De grote rijstmeelkever is 5 - 6 mm groot, veel donkerder dan de andere twee soorten en komt minder algemeen voor.